# Policía de Seguridad Estonia
La Policía de Seguridad de Estonia y SD (en alemán: Sicherheitspolizei und SD Estland, en estonio: Eesti Julgeolekupolitsei ja SD), o Sipo, era una fuerza policial de seguridad creada por los alemanes en 1942 que integraba tanto a alemanes como a estonios dentro de una estructura única que reflejaba la Sicherheitspolizei alemana.
Tras la ocupación alemana en 1941, el ejército alemán creó Prefekts de policía basados en el antiguo modelo policial de Estonia. En 1942 se creó una nueva estructura dentro de la Sicherheitspolizei. La nueva fuerza Sipo fue diseñada por Martin Sandberger, líder del Einsatzkommando 1A. Era una estructura conjunta única que constaba de un componente alemán llamado "Grupo A" con los departamentos A-I al A-V y un componente estonio llamado "Grupo B" con los departamentos correspondientes. La Sipo estonia vestía los mismos uniformes que sus homólogos alemanes y asistía a las academias de la Sipo en el Reich.